# Маквасси-Хилс
Маквасси-Хилс (Maquassi Hills) — местный муниципалитет в районе Кеннет Каунда Северо-Западной провинции (ЮАР). Расположен в 270 км к юго-западу от Претории, столицы страны. 

## Климат
Климат в Маквасси-Хилс холодный и сухой. Средняя температура 20°С. Самый жаркий месяц - январь, 26°С, а самый холодный июнь, в 12°С. Среднее количество осадков составляет 520 миллиметров в год. Самый влажный месяц — декабрь, когда выпадает 116 миллиметров осадков, а самый сухой май — 1 миллиметр.